# Lista siturilor arheologice din județul Vrancea - M
Lista siturilor arheologice din județul Vrancea - M conține toate siturile arheologice din județul Vrancea înscrise în Repertoriul Arheologic Național (RAN) și aflate în localități al căror nume începe cu litera M. RAN este administrat de Ministerul Culturii și Patrimoniului Național și cuprinde date științifice, cartografice, topografice, imagini și planuri, precum și orice alte informații privitoare la zonele cu potențial arheologic, studiate sau nu, încă existente sau dispărute.
Puteți căuta un sit din localitățile care încep cu litera M folosind formularul de mai jos sau puteți naviga prin toate siturile din județ la Lista siturilor arheologice din județul Vrancea.
| Cod RAN                                   | Denumire | Localitate                         | Adresă                    | Datare                               | Descoperit | Coordonate | Imagine           | Erori            |
| ----------------------------------------- | --- | ---------------------------------- | ------------------------- | ------------------------------------ | ---------- | ---------- | ----------------- | ---------------- |
| 178028.01.01 (Cod LMI: VN-I-m-B-06381.02) | Situl arheologic de la Mărtinești - "Stația de filtrare a apei" / ansamblu anonim (Categorie: locuire) (Tip: Așezare)                          | sat Mărtinești, comuna Tătăranu    | Stația de filtrare a apei | Sântana de Mureș - Cerneahov sec. IV |            |            | Încărcați imagine | Raportați eroare |
| 178028.01.02 (Cod LMI: VN-I-m-B-06381.03) | Situl arheologic de la Mărtinești - "Stația de filtrare a apei" / ansamblu anonim (Categorie: locuire) (Tip: Necropolă)                        | sat Mărtinești, comuna Tătăranu    | Stația de filtrare a apei | Sântana de Mureș - Cerneahov sec. IV |            |            | Încărcați imagine | Raportați eroare |
| 178028.01.03 (Cod LMI: VN-I-m-B-06381.01) | Situl arheologic de la Mărtinești - "Stația de filtrare a apei" / ansamblu anonim (Categorie: locuire) (Tip: Așezare)                          | sat Mărtinești, comuna Tătăranu    | Stația de filtrare a apei | sec. X                               |            |            | Încărcați imagine | Raportați eroare |
| 177815.01.01 (Cod LMI: VN-I-m-B-06382.02) | situl arheologic de la Muncelu - "Cetățuie" / ansamblu anonim (Categorie: locuire civilă) (Tip: Așezare)                                       | sat Muncelu, comuna Străoane       | Cetățuie                  | Cucuteni - B                         |            |            | Încărcați imagine | Raportați eroare |
| 177815.01.02 (Cod LMI: VN-I-m-B-06382.01) | situl arheologic de la Muncelu - "Cetățuie" / ansamblu anonim (Categorie: locuire civilă) (Tip: Așezare)                                       | sat Muncelu, comuna Străoane       | Cetățuie                  | Monteoru                             |            |            | Încărcați imagine | Raportați eroare |
| 177815.02.01 (Cod LMI: VN-I-s-B-06383)    | Așezarea preistorică de la Muncelu - "Fântâna din Vale" / ansamblu anonim (Categorie: locuire civilă) (Tip: Așezare)                           | sat Muncelu, comuna Străoane       | Fântâna din Vale          | Starčevo - Criș                      |            |            | Încărcați imagine | Raportați eroare |
| 177815.02.02 (Cod LMI: VN-I-s-B-06383)    | Așezarea preistorică de la Muncelu - "Fântâna din Vale" / ansamblu anonim (Categorie: locuire civilă) (Tip: Așezare)                           | sat Muncelu, comuna Străoane       | Fântâna din Vale          | Monteoru                             |            |            | Încărcați imagine | Raportați eroare |
| 176695.01.01 (Cod LMI: VN-II-a-A-06519)   | Fosta mănăstire Mera cu hramul "Sfinții Împărați" / ansamblu Biserica "Sf. Împărați" (Categorie: structură de cult/religioasă) (Tip: biserică) | sat Mera, comuna Mera              | Podul Mănăstirii          | 1685                                 |            |            | Încărcați imagine | Raportați eroare |
| 176695.01.02 (Cod LMI: VN-II-a-A-06519)   | Fosta mănăstire Mera cu hramul "Sfinții Împărați" / ansamblu anonim (Categorie: structură de cult/religioasă) (Tip: clădire)                   | sat Mera, comuna Mera              | Podul Mănăstirii          | 1685                                 |            |            | Încărcați imagine | Raportați eroare |
| 176695.01.03 (Cod LMI: VN-II-a-A-06519)   | Fosta mănăstire Mera cu hramul "Sfinții Împărați" / ansamblu anonim (Categorie: structură de cult/religioasă) (Tip: Turn clopotniță)           | sat Mera, comuna Mera              | Podul Mănăstirii          | 1685                                 |            |            | Încărcați imagine | Raportați eroare |
| 176695.01.04 (Cod LMI: VN-II-a-A-06519)   | Fosta mănăstire Mera cu hramul "Sfinții Împărați" / ansamblu anonim (Categorie: structură de cult/religioasă) (Tip: Zid de incintă)            | sat Mera, comuna Mera              | Podul Mănăstirii          | 1685                                 |            |            | Încărcați imagine | Raportați eroare |
| 176203.01.01 (Cod LMI: VN-I-m-A-06380.01) | Situl arheologic de la Mănăstioara - "Cetățuia" / ansamblu anonim (Categorie: locuire civilă) (Tip: Așezare)                                   | sat Mănăstioara, comuna Fitionești | Cetățuia                  | Cucuteni                             |            |            | Încărcați imagine | Raportați eroare |
| 176203.01.02 (Cod LMI: VN-I-m-A-06380.02) | Situl arheologic de la Mănăstioara - "Cetățuia" / ansamblu anonim (Categorie: locuire civilă) (Tip: Așezare)                                   | sat Mănăstioara, comuna Fitionești | Cetățuia                  | Gumelnița - A1                       |            |            | Încărcați imagine | Raportați eroare |